# Gobiesox marmoratus
Gobiesox marmoratus és una espècie de peix de la família Gobiesocidae que aconsegueix una talla màxima coneguda de 16 cm. Així com altres peixos que posseeix una ventosa formada entre les seves aletes pèlviques (ventrals) la que li permet romandre adherit al substrat i evitar ser remogut per l'onatge.